# 夏尔·拉贝马南贾拉

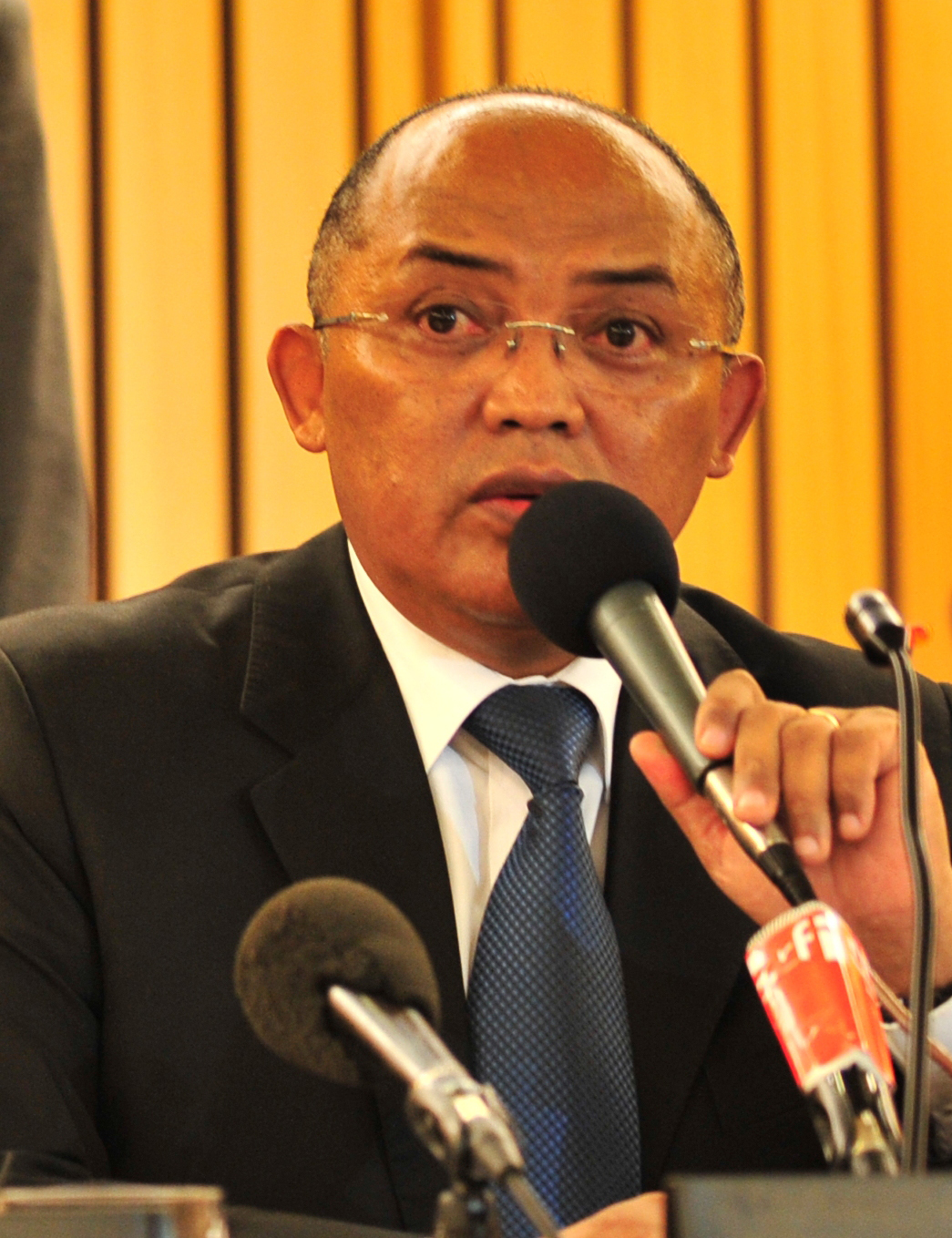
夏尔·拉贝马南贾拉

夏尔·拉贝马南贾拉（法語：Charles Rabemananjara，1947年6月9日—），马达加斯加军人、政治家，曾任马达加斯加内政部长、马达加斯加总理。
| 前任： 雅克·西拉 | 马达加斯加总理 2007年至2009年 | 繼任： 蒙加·羅因蒂佛 |